# Типаза (област)
Типаза (на арабски: ولاية تيبازة) е област на Алжир. Населението ѝ е 591 010 жители (по данни от април 2008 г.), а площта 2166 кв. км. Намира се в часова зона UTC+01. Телефонният ѝ код е +213 (0) 24. Административен център е Типаза.